# El Médico – the Cubaton Story
El Médico – the Cubaton Story är en svensk-finländsk-kubansk-estnisk dokumentärfilm från 2011 i regi av Daniel Fridell.
Filmen skildrar kubanen El Medico som arbetar som doktor för att uppfylla sin revolutionära mammas dröm, men egentligen vill han bli artist. När svensken Michel upptäcker att El Medico kan sjunga och lanserar honom internationellt som "the sexy doctor", blir hans mamma arg. En kamp mellan kommunistiska ideal och kapitalistiska drömmar tar sin början.
El Médico – the Cubaton Story producerades av Thomas Allercrantz och Adel Kjellström och fotades av Endre Eken Torp. Den premiärvisades 2 februari 2011 på Göteborgs filmfestival och hade biopremiär 2 november 2012.
Filmen vann pris för "bästa dokumentär" vid New York International Latino Film Festival 2011 och Guldbaggenominerades 2012 för "bästa musik".

## Mottagande
Filmen har medelbetyget 3,3/5 på Kritiker.se, baserat på tio recensioner. Mest positiva var Sveriges Radio P4 och Svenska Dagbladet, som båda gav fyror i betyg och mest negativ Expressen (2/5).